# Horvat Etri
Horvat Etri est un site archéologique d'Israël datant pour l'essentiel de la période du Second Temple. Il est situé dans la Shefelah à l'intérieur du parc d'Adoulam. Le site a été fouillé en 1999 sous la direction des archéologues Boaz Zissu et Amir Ganor de l'Autorité des Antiquités d'Israël, avant l'ouverture du site au public. Les vestiges dégagés constituent un témoignage de la vie campagnarde à cette époque.

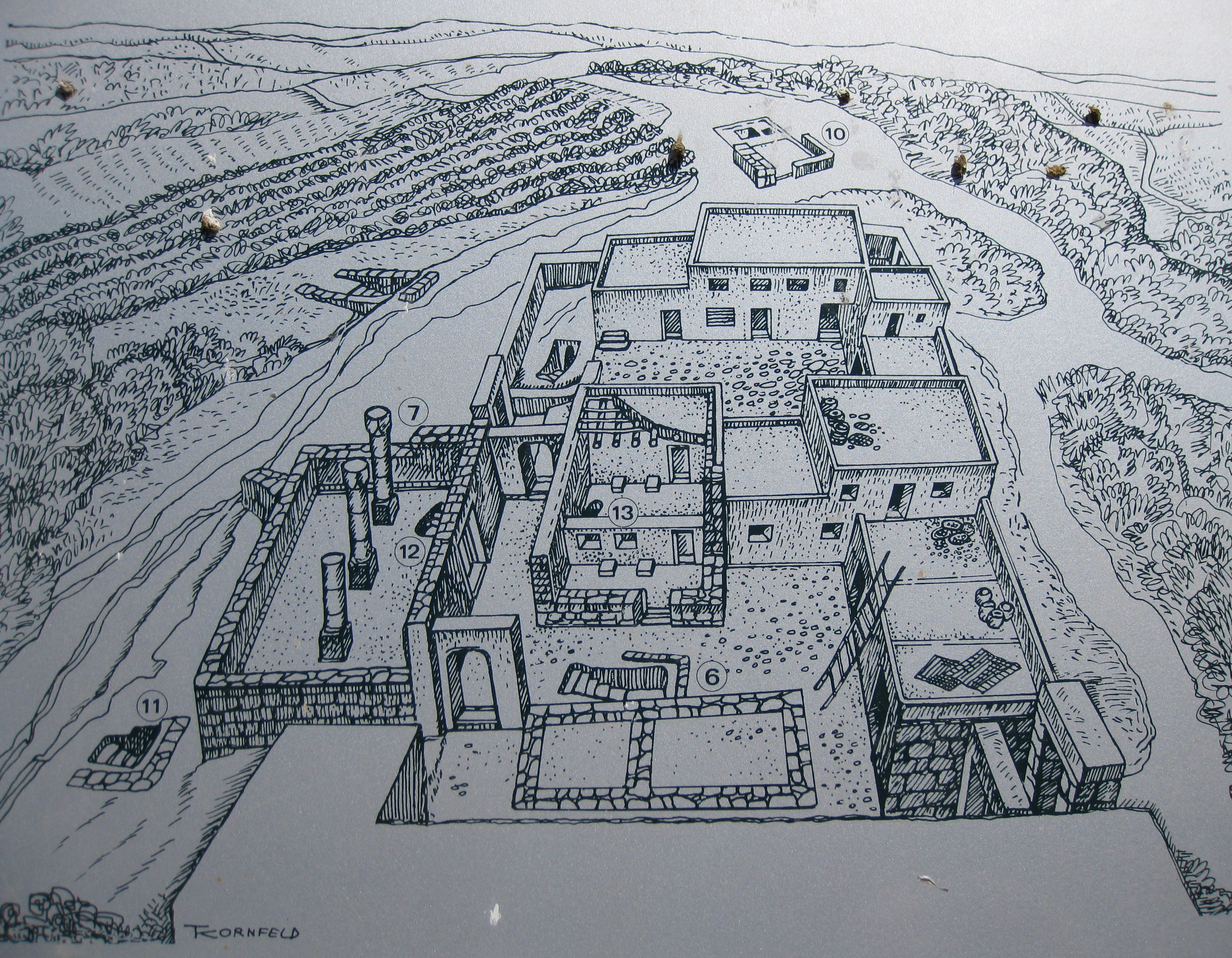
reconstitution du site

Horvat Etri se trouve sur une colline à 406 m d'altitude à 8 km au nord-est de Beth Guvrin. On y a trouvé de nombreux mikvaot, des édifices publics (peut-être une synagogue) et des pressoirs à vin. La culture de la vigne était l'activité principale de cet établissement. On a également trouvé un colombarium pour l'élevage des pigeons et la production d'engrais, et des métiers à tisser. L'intérêt du site vient du fait qu'il n'a pas été réoccupé par la suite, sauf pour une courte période à la fin de l'époque romaine. Le plan original du village n'a donc pas été altéré.
Le nom original du site n'est pas connu avec exactitude. Le nom Etri est tiré d'un ostracon retrouvé sur le site servant semble-t-il de reçu et portant peut-être le nom du lieu. Il est possible que ce nom soit mentionné par Flavius Josèphe. Lorsqu'il décrit la destruction de la Shefelah par les troupes romaines, il cite le nom de Caphétra (en grec Κάφεθρα) qui peut être une transcription de kfar Etri.

« De son côté, Céréalis, un de ses généraux [de Vespasien], avec une partie des cavaliers et des fantassins, ravageait l'Idumée supérieure : il prit d'assaut et incendia Caphétra, qui prétendait mériter le nom de ville »

— Flavius Josèphe, Guerre des Juifs, livre 4 (9:9)
Les quatre  mikvaot retrouvés témoignent de la taille de cet établissement juif avant sa destruction pendant la Grande révolte juive. Après la révolte, le site est à nouveau occupé, mais il ne retrouve pas l'importance qu'il avait précédemment. 60 ans plus tard, en préparation de la révolte de bar Kokhba, des grottes-refuges et des citernes d'eau sont aménagées sur le site.
Au sommet de la colline se trouve un grand complexe de bâtiments comprenant un mikvé, un bâtiment à usage public (une synagogue ?) et une grotte refuge dont une des entrées se situe à l'angle du grand bâtiment public et du quartier d'habitation. En plus du pressoir  qui témoigne de la production de vin, d'autres vestiges indiquent une production d'huile d'olive et de figues. Des fuseaux indiquent une activité de filage textile.